# Усеркаф
Усеркаф је био оснивач Пете египатске династије. Његово име значи „његов Ка (или душа) је моћан“. Владао је од 2465. до 2458. године п. н. е. Саградио је комплекс пирамида у Сакари. 
Усеркафова биста је изложена у Египатском музеју. Глава је пронађена у првом (од пет) сунчевих храмова у Абу Горабу које су саградили фараони Пете династије. Усеркафова глава је висока 45 центиметара. Скулптура се сматра важном јер је једна од ретких из периода Старог краљевства која показује монарха како носи Црвену круну Доњег Египта. Глава је откривена 1957. године за време заједничког ископавања Немачког и Швајцарског института у Каиру. 
Верује се да је био отац двојице фараона: Сахуреа и Нефериркареја, који су заједно наследили престо. Друго, мање раширено, веровање тврди како су прва три владара Пете династије била браћа, синови краљице Кенткаус I. Приписује му се 7 година владавине у Торинском попису краљева и Манетонновим списима; према Еузебију, Манетон тврди да су Усеркафа убили властити телохранитељи.
Египатски писац и нобеловац Нагиб Махфуз написао је 1938. године причу о Усеркафу с насловом Afw al-malik Usirkaf: uqsusa misriya.